# The Trouble with Girls
The Trouble with Girls (bra: Lindas Encrencas: As Garotas ou Lindas Encrencas, as Garotas; prt: Lindas Encrencas as Garotas) é um filme estadunidense de 1969, do gênero comédia dramático-musical, dirigido por Peter Tewksbury com roteiro de Arnold Peyser e Lois Peyser baseado no romance Chautauqua, de Day Keene e Dwight V. Babcock.
Mesmo sendo considerado o protagonista, Elvis Presley aparece somente em um terço do filme.

## Sinopse
Walter Hale (Elvis Presley) é gerente do "Chautauqua", um espetáculo mambembe. Ao chegar a uma cidade para se apresentar, Walter fica sabendo que terá de dar o papel de protagonista à filha do prefeito, que não tem talento nenhum. Além disso, um dos membros da trupe é acusado de matar um farmacêutico da cidade.

## Elenco
- Elvis Presley: Walter Hale
- Marlyn Mason: Charlene
- Nicole Jaffe: Betty Smith
- Sheree North: Nita Bix
- Edward Andrews: Johnny
- John Carradine: Mr. Drewcolt
- Vincent Price: Mr. Morality
- Dabney Coleman: Harrison Wilby
- Duke Snider: The Cranker
- Anissa Jones: Carol Bix
- John Rubinstein: Princeton/Aluno
- Frank Welker: Rutger/Aluno
- Joyce Van Patten: Nadadora